# Magnus Knudsen
Magnus Nordengen Knudsen (født 15. juni 2001) er en norsk fodboldspiller, der spiller på midtbanen for tyske Holstein Kiel, hvortil han kom fra russiske FC Rostov  efter at have været udlejet en sæson til AGF.

## Klubkarriere

### Lillestrøm
Magnus Knudsen er søn af den tidligere norske landsholdsmålmand Jon Knudsen, og han spillede oprindeligt for Lillestrøm SK, hvor han fik debut i Eliteserien 25. august 2019 i en kamp mod FK Haugesund. Herefter opnåede han 20 kampe i ligaen for Lillestrøm, afbrudt af et lejeophold i Ullensaker/Kisa i den næstbedste liga i første halvdel af 2021-sæsonen.

### Rostov
I december 2022 blev han solgt til russiske FC Rostov, hvor han fik en fire-et-halvt års kontrakt. Imidlertid blev opholdet i Rusland sat på pause i forbindelse med Ruslands invasion af Ukraine kort efter skiftet, og Knudsen rejste hjem til Lillestrøm og trænede med sit gamle hold, indtil kontrakten blev midlertidigt ophævet af UEFA,  og han skrev derpå en korttidskontrakt med Lillestrøm frem til sommeren 2022. Ordningen blev senere forlænget, så han fortsatte i klubben frem til sommeren 2023. Det blev i denne omgang til 37 eliteseriekampe.

### AGF
29. juni 2023 hentede AGF ham til førsteholdet i den danske superliga på en lejekontrakt løbende til sommeren 2024. Han nåede i alt 36 kampe for klubben og scorede ét mål, inden lejemålets udløb.

### Holstein Kiel
I juni 2024 skiftede Knudsen til det nyoprykkede bundesligahold fra Holstein Kiel.

## Landshold
Magnus Knudsen har spillet enkelte kampe på nogle af de norske ungdomslandshold.